# Ethinylestradiol
Ethinylestradiol (EE) là một loại thuốc estrogen được sử dụng rộng rãi trong thuốc tránh thai kết hợp với progestin. Nó cũng đôi khi được sử dụng như là một thành phần của liệu pháp hormone mãn kinh để điều trị các triệu chứng mãn kinh kết hợp với progestin. Trước đây, EE được sử dụng rộng rãi một mình cho các chỉ định khác nhau như điều trị rối loạn phụ khoa và ung thư tuyến tiền liệt. Nó thường được dùng bằng miệng.
Các tác dụng phụ chung của EE bao gồm đau và to vú, đau đầu, ứ nước và buồn nôn. Ở nam giới, EE cũng có thể gây ra sự phát triển vú, nữ tính nói chung, suy sinh dục và rối loạn chức năng tình dục. Tác dụng phụ hiếm gặp nhưng nghiêm trọng bao gồm cục máu đông, tổn thương gan và ung thư tử cung.
EE là một estrogen, hoặc một chất chủ vận của các thụ thể estrogen, mục tiêu sinh học của estrogen như estradiol. Nó là một dẫn xuất tổng hợp của estradiol, một estrogen tự nhiên và khác với nó theo nhiều cách khác nhau. So với estradiol, EE đã cải thiện đáng kể khả dụng sinh học khi uống, có khả năng chống chuyển hóa tốt hơn và cho thấy tác dụng tương đối tăng ở một số bộ phận của cơ thể như gan và tử cung. Những khác biệt này làm cho EE thuận lợi hơn khi sử dụng thuốc tránh thai so với estradiol, mặc dù cũng dẫn đến tăng nguy cơ đông máu và một số tác dụng phụ hiếm gặp khác.
EE được phát triển vào những năm 1930 và được giới thiệu sử dụng trong y tế vào năm 1943. Thuốc bắt đầu được sử dụng trong thuốc tránh thai vào những năm 1960. Ngày nay, EE được tìm thấy trong hầu hết các dạng thuốc tránh thai kết hợp và gần như là estrogen độc quyền được sử dụng cho mục đích này, khiến nó trở thành một trong những loại estrogen được sử dụng rộng rãi nhất.

## Sử dụng trong y tế
Có nhiều cách sử dụng cho EE. Nó thường được sử dụng như là biện pháp tránh thai trong thuốc tránh thai kết hợp đường uống (COC), còn được gọi là ngừa thai, ngừa thai sau khi quan hệ tình dục. EE trong công thức kiểm soát sinh sản của nó không chỉ được sử dụng để tránh thai mà còn có thể được sử dụng để điều trị không có kinh nguyệt, các triệu chứng trong thời kỳ kinh nguyệt và mụn trứng cá.
EE cũng được sử dụng như liệu pháp hormone mãn kinh. Lý do chính cho việc sử dụng HRT ở phụ nữ mãn kinh là để làm giảm các triệu chứng vận mạch phổ biến như bốc hỏa, đổ mồ hôi ban đêm và đỏ bừng mặt. Các nghiên cứu đã phát hiện ra rằng sự thay thế estrogen giúp cải thiện các triệu chứng này khi so sánh với giả dược. Các triệu chứng mãn kinh phổ biến khác như khô âm đạo (có thể gây đau khi giao hợp), ngứa âm đạo và tâm trạng chán nản, có thể được hưởng lợi từ HRT. Ngoài việc điều trị các triệu chứng mãn kinh, EE đã được sử dụng như một thành phần của liệu pháp hormone nữ tính cho phụ nữ chuyển giới. Tuy nhiên, nó không còn được sử dụng phổ biến và cũng không được khuyến nghị cho mục đích này, với estradiol đã thay thế phần lớn nó.
EE cũng có thể được sử dụng để điều trị suy sinh dục ở phụ nữ, ngăn ngừa loãng xương ở phụ nữ và được sử dụng làm thuốc giảm đau cho bệnh ung thư tuyến tiền liệt ở nam giới và ung thư vú ở phụ nữ.
EE hoặc bất kỳ estrogen đơn thuần là chống chỉ định cho những phụ nữ có tử cung do tăng nguy cơ ung thư nội mạc tử cung; cho một proestogen với estrogen làm giảm nguy cơ.
| Lộ trình / hình thức                                                                                             | Estrogen                | Liều dùng |
| --- | ----------------------- | --- |
| Uống | Estradiol               | 10 mg 3x / ngày </br> Chống chỉ định <abbr title="<nowiki>Aromatase inhibitor</nowiki>">AI: 2 mg 1 Lần3x / ngày |
| Uống | Estradiol valates       | Chống chỉ định <abbr title="<nowiki>Aromatase inhibitor</nowiki>">AI: 2 mg 1 Lần3x / ngày                       |
| Uống | Estrogen liên hợp       | 10 mg 3x / ngày                                                                                                 |
| Uống | Ethinylestradiol        | 0,5 sắt1 mg 3x / ngày                                                                                           |
| Uống | Diethylstilbestrol      | 5 mg 3x / ngày                                                                                                  |
| Uống | Điện thoại              | 5 mg 3x / ngày                                                                                                  |
| Tiêm <abbr title="<nowiki>Intramuscular</nowiki>">IM hoặc <abbr title="<nowiki>subcutaneous</nowiki>">SC         | Estradiol benzoat       | 5 mg 2 Tiếng3x / tuần                                                                                           |
| Tiêm <abbr title="<nowiki>Intramuscular</nowiki>">IM hoặc <abbr title="<nowiki>subcutaneous</nowiki>">SC         | Estradiol lưỡng cực     | 5 mg 2 Tiếng3x / tuần                                                                                           |
| Tiêm <abbr title="<nowiki>Intramuscular</nowiki>">IM hoặc <abbr title="<nowiki>subcutaneous</nowiki>">SC         | Estradiol valates       | 30 mg 1x / 2 tuần                                                                                               |
| Tiêm <abbr title="<nowiki>Intramuscular</nowiki>">IM hoặc <abbr title="<nowiki>subcutaneous</nowiki>">SC         | Phosphate polyestradiol | 40 con80 mg 1x / 4 tuần                                                                                         |
| Tiêm <abbr title="<nowiki>Intramuscular</nowiki>">IM hoặc <abbr title="<nowiki>subcutaneous</nowiki>">SC         | Estrone                 | 5 mg 3x / tuần                                                                                                  |
| Lưu ý: (1) Chỉ ở phụ nữ ít nhất 5 năm mãn kinh. (2) Liều dùng không nhất thiết phải tương đương. Nguồn: Xem mẫu. |                         | |

| Lộ trình / hình thức                                                                                     | Estrogen                 | Liều dùng |
| --- | ------------------------ | --- |
| Uống | Estradiol                | một con2 mg 3x / ngày |
| Uống | Estrogen liên hợp        | 1,25 2,5,5 mg 3x / ngày |
| Uống | Ethinylestradiol         | 0,15 sắt2 mg / ngày |
| Uống | Ethonestradiol sulfonate | một con2 mg 1x / tuần |
| Uống | Diethylstilbestrol       | một con3 mg / ngày |
| Uống | Điện thoại               | 5 mg / ngày |
| Uống | Hexestrol                | 5 mg / ngày |
| Uống | Fosfestrol               | 120 sắt480 mg 1 Lần3x / ngày |
| Uống | Clorotrianisene          | 12 con24 mg / ngày |
| Uống | Quadrosilan              | 900 mg / ngày |
| Uống | Estramustine phosphat    | 140 con1400 mg / ngày |
| Miếng dán                                                                                                | Estradiol                | hai con6x 100 gg / ngày </br> Tổng số: 1x 100 gg / ngày                                                                          |
| Tiêm <abbr title="<nowiki>Intramuscular</nowiki>">IM hoặc <abbr title="<nowiki>subcutaneous</nowiki>">SC | Estradiol benzoat        | 1,66 mg 3x / tuần |
| Tiêm <abbr title="<nowiki>Intramuscular</nowiki>">IM hoặc <abbr title="<nowiki>subcutaneous</nowiki>">SC | Estradiol lưỡng cực      | 5 mg 1x / tuần |
| Tiêm <abbr title="<nowiki>Intramuscular</nowiki>">IM hoặc <abbr title="<nowiki>subcutaneous</nowiki>">SC | Estradiol valates        | 10 trận4040 1x / 1 trận2 tuần |
| Tiêm <abbr title="<nowiki>Intramuscular</nowiki>">IM hoặc <abbr title="<nowiki>subcutaneous</nowiki>">SC | Estradiol unecylate      | 100 mg 1x / 4 tuần |
| Tiêm <abbr title="<nowiki>Intramuscular</nowiki>">IM hoặc <abbr title="<nowiki>subcutaneous</nowiki>">SC | Phosphate polyestradiol  | Một mình: 160 đỉnh320 mg 1x / 4 tuần </br> Với <abbr title="<nowiki>ethinylestradiol</nowiki>">EE miệng: 40 mật80 mg 1x / 4 tuần |
| Tiêm <abbr title="<nowiki>Intramuscular</nowiki>">IM hoặc <abbr title="<nowiki>subcutaneous</nowiki>">SC | Estrone                  | 2 Lốc4 mg 2 Lốc3x / tuần |
| Tiêm <abbr title="<nowiki>Intravenous</nowiki>">IV                                                       | Fosfestrol               | 300 V121200 mg 1 Lần7x / tuần |
| Tiêm <abbr title="<nowiki>Intravenous</nowiki>">IV                                                       | Estramustine phosphat    | 240 con450 mg / ngày |
| Lưu ý: Liều dùng không nhất thiết phải tương đương. Nguồn: Xem mẫu.                                      |                          | |

### Các dạng có sẵn
EE có sẵn kết hợp với progestin trong một số lượng lớn COC. Nó cũng có sẵn kết hợp với progestin như một miếng dán tránh thai xuyên da và như một vòng âm đạo tránh thai. Ngoài ra, có một chế phẩm duy nhất chứa liều EE rất thấp (2,5 và 5   Tổ hợp) cộng với một proestin trong một viên thuốc uống vẫn còn được sử dụng cho liệu pháp hormone mãn kinh. EE trước đây đã có sẵn dưới tên thương hiệu Est502 ở dạng 0,02, 0,05 và 0,5   mg (20, 50 và 500 viên nén).
Lượng EE trong COC đã giảm qua các năm. Trước đây, COC chứa liều EE cao tới 100 ngày. Liều hơn 50   Tổ hợp EE được coi là liều cao, liều 30 và 35 µg EE được coi là liều thấp và liều từ 10 đến 25  µg EE được coi là liều rất thấp. Ngày nay, COC thường chứa 10 đến 50   EEg EE. Các liều EE cao hơn đã bị ngưng do nguy cơ mắc các vấn đề về tim mạch và tim mạch cao.

## Chống chỉ định
Nên tránh EE ở những người có tiền sử hoặc đã biết nhạy cảm với huyết khối động mạch hoặc tĩnh mạch (cục máu đông), do tăng nguy cơ mắc các vấn đề về tim mạch như huyết khối tĩnh mạch (VTE), nhồi máu cơ tim và đột quỵ do thiếu máu cục bộ. Điều này bao gồm phụ nữ với:
- Tiền sử huyết khối tĩnh mạch sâu (DVT) hoặc tắc mạch phổi (PE) không nhận được thuốc chống đông máu
- DVT/PE cấp tính
- Bất động kéo dài do phẫu thuật lớn
- Đái tháo đường tiên tiến với bệnh mạch máu
- Đau nửa đầu có hào quang
- Tăng huyết áp ≥160 / 100
- Bệnh đường máu
- Hiện tại và lịch sử của bệnh tim thiếu máu cục bộ
- Nhiều yếu tố nguy cơ của bệnh tim mạch xơ vữa động mạch (ví dụ như tuổi già, hút thuốc, tiểu đường, tăng huyết áp, HDL thấp, LDL cao hoặc mức chất béo trung tính cao)
- Tuổi ≥35 và hút thuốc lá ≥15 điếu / ngày
- Tiền sử tai biến mạch máu não
- Lupus ban đỏ hệ thống với kháng thể kháng phospholipid dương tính (hoặc chưa biết)
- Bệnh van tim phức tạp

Ngoại trừ khi được sử dụng để điều trị, EE nên tránh ở những phụ nữ bị ung thư vú hiện tại do khả năng tiên lượng xấu đi.
EE cũng nên tránh ở những phụ nữ cho con bú dưới 21 ngày sau sinh do tăng nguy cơ VTE. Sử dụng EE ở phụ nữ cho con bú ít nhất 21 ngày sau sinh nên được thảo luận với nhà cung cấp và bao gồm thông tin về những lợi thế, bất lợi và các lựa chọn thay thế cho việc sử dụng EE.
Do nguy cơ nhiễm độc gan ứ mật, người ta cho rằng nên tránh sử dụng COC chứa EE ở phụ nữ có tiền sử ứ mật khi mang thai, khối u gan, viêm gan hoạt động và dị tật gia đình trong bài tiết mật.

## Tác dụng phụ
| Tác dụng có lợi                             | Tác dụng có lợi                                 | Tác dụng phụ                              | Tác dụng phụ                                    |
| dịch bệnh                                   | <abbr title="<nowiki>Relative risk</nowiki>">RR | dịch bệnh                                 | <abbr title="<nowiki>Relative risk</nowiki>">RR |
| ------------------------------------------- | ----------------------------------------------- | ----------------------------------------- | ----------------------------------------------- |
| Thiếu máu thiếu sắt                         | 0,58                                            | Bệnh tim mạch (tổng cộng)                 | 1,5                                             |
| Rong kinh                                   | 0,52                                            | Nhồi máu cơ tim (đau tim) (tổng cộng)     | 3,3                                             |
| Kinh nguyệt không đều                       | 0,65                                            | Nhồi máu cơ tim (không hút thuốc)         | 1                                               |
| Chảy máu giữa kỳ kinh nguyệt                | 0,72                                            | Nhồi máu cơ tim (người hút thuốc nhẹ)     | 3,5                                             |
| Đau bụng kinh                               | 0,37                                            | Nhồi máu cơ tim (người hút thuốc nặng)    | 20.0                                            |
| Bệnh viêm vùng chậu (tỷ lệ mắc)             | 0,50                                            | Bệnh mạch máu não (tổng số)               | 1,4                                             |
| Bệnh viêm vùng chậu (nhập viện)             | 0,22                                            | Huyết khối não (đột quỵ)                  | 2,5                                             |
| Viêm âm đạo do Trichomonas                  | 0,56                                            | Chảy máu dưới nhện (người hút thuốc nặng) | 10,0                                            |
| Bệnh vú lành tính                           | 0,69                                            | Thuyên tắc phổi                           | 3.0                                             |
| Bệnh u xơ vú                                | 0,66                                            | Huyết khối tĩnh mạch sâu                  | 2,5                                             |
| U xơ tuyến vú lành tính                     | 0,35                                            | Bệnh túi mật                              | 3.0                                             |
| Viêm khớp dạng thấp                         | 0,49                                            | Khối u gan lành tính                      | 50,0                                            |
| Ung thư nội mạc tử cung                     | 0,40 Từ 0,50                                    | Ung thư biểu mô tế bào gan                | 3.0                                             |
| Ung thư buồng trứng (tỷ lệ mắc)             | 0,37 cường0,64                                  | Erythema gậtosum et multiforme            | 3.0                                             |
| Ung thư buồng trứng (tử vong)               | 0,20                                            | Ngứa (ngứa)                               | 2.0                                             |
| U nang nang lành tính (COC liều cao)        | 0,24                                            | Bệnh chàm nhạy cảm                        | 4.0                                             |
| Mụn bọc                                     | 0,44                                            | Tác nhân gây chàm                         | 2.0                                             |
| Mật độ xương thấp (sau này trong cuộc sống) | 0,35                                            | Viêm da (chàm)                            | 2.0                                             |
| Thai ngoài tử cung                          | 0,19                                            | Chloasma (nám)                            | 1,5                                             |
|                                             |                                                 | Viêm cổ tử cung (6 năm sử dụng)           | 3.0                                             |
|                                             |                                                 | Nhiễm Chlamydia                           | 2,5                                             |
| Chú thích: a = Tỷ lệ lẻ. Nguồn: Xem mẫu.    |                                                 |                                           |                                                 |

## Quá liều
Estrogen tương tự EE tương đối an toàn trong quá liều cấp tính.

## Tương tác
EE được chuyển hóa bởi một số đồng phân cytochrom P450, bao gồm CYP3A4 và CYP2C9. Do đó, cảm ứng của các enzyme như CYP3A4 có thể làm giảm nồng độ lưu hành của EE. Ví dụ về thuốc gây cảm ứng bao gồm thuốc chống co giật như phenytoin, primidone, ethosuximide, phenobarbital và carbamazepine; thuốc chống nấm azole như fluconazole; và kháng sinh rifamycin như rifampin (rifampicin). Ngược lại, các chất ức chế CYP3A4 và các enzyme cytochrom P450 khác có thể làm tăng mức độ lưu hành của EE. Một ví dụ là troleandomycin, một chất ức chế mạnh và có tính chọn lọc cao của CYP3A4.
Paracetamol (acetaminophen) đã được tìm thấy để ức chế cạnh tranh quá trình sunfat hóa EE, với tiền xử lý là 1.000 mg paracetamol làm tăng đáng kể nồng độ EE của AUC (22%) và giảm nồng độ AUC của ethinylestradiol sulfat (EE sulfate) ở phụ nữ. Điều tương tự cũng đã được tìm thấy đối với axit ascorbic (vitamin C) và EE, mặc dù tầm quan trọng của sự tương tác đã được coi là đáng ngờ.
Ngược lại với estradiol, không chắc rằng có một sự tương tác dược động học giữa hút thuốc (mà potently gây ra một số cytochrome P450 enzyme và rõ rệt tăng 2-hydroxy của estradiol) và EE. Điều này cho thấy estradiol và EE được chuyển hóa bởi các enzyme cytochrom P450 khác nhau. Tuy nhiên, có nguy cơ biến chứng tim mạch khi hút thuốc và EE, tương tự như trường hợp hút thuốc và các estrogen khác.
Các proestin 19-nortestosterone, gestodene, và ở mức độ thấp hơn, desogestrel, đã được tìm thấy để ức chế enzyme cytochrom P450 và ức chế dần sự trao đổi chất và tăng nồng độ EE.
EE đã được tìm thấy làm tăng đáng kể (38%) AUC của omeprazole (được chuyển hóa bởi CYP2C19).

## Dược lý

### Dược lực học
EE là một estrogen tương tự như estrogen tự nhiên như estradiol và estrogen liên hợp (Premarin) và estrogen tổng hợp như diethylstilbestrol. Nó liên kết và kích hoạt cả hai dạng đồng phân của thụ thể estrogen, ERα và ERβ. Trong một nghiên cứu, EE đã được tìm thấy có 233% và 38% ái lực của estradiol đối với ERα và ERβ, tương ứng. Trong một nghiên cứu khác, nó đã được tìm thấy sở hữu 194% và 151% ái lực của estradiol đối với ERα và ERβ, tương ứng. EE cũng xuất hiện tín hiệu thông qua GPER, một thụ thể estrogen màng, tương tự như estradiol. Estrogen có tác dụng antigonadotropic thông qua kích hoạt ERα. Như một biện pháp tránh thai, EE hoạt động phối hợp với progestin để ức chế sự gia tăng giữa chu kỳ trong luteinizing hormone (LH) và hormone kích thích nang (FSH) thông qua các hiệu ứng antigonadotropic của nó, do đó ức chế folliculogenesis và ngăn ngừa sự rụng trứng và do đó khả năng mang thai.
EE là một estrogen có tác dụng lâu dài, với khả năng giữ hạt nhân khoảng 24 giờ.

## Hóa học
EE, còn được gọi là 17α-ethynylestradiol hoặc 17α-ethynylestra-1,3,5(10)-triene-3,17β-diol, là một steroid estrane tổng hợp và dẫn xuất của estradiol với vị trí thay thế ethynyl ở vị trí C17α. Các 17α-ethynylation estradiol để tạo EE là tương tự như 17α-thay thế testosterone để chế tạo dẫn xuất testosterone như progestin 17α-ethynylated như ethisterone (17α-ethynyltestosterone) và norethisterone (17α-ethynyl-19-nortestosterone) cũng như 17α -alkylated androgen/steroid đồng hóa như methyltestosterone (17α-methyltestosterone).

### Đồng phân
Một số dẫn xuất của EE tồn tại. Chúng bao gồm mestranol (EE 3-methyl ether), quinestrol (EE 3-cyclopentyl ether), ethinylestradiol sulfonate (EE 3-isopropylsulfonate) và moxestrol (11β-methoxy-EE). Ba chất trên là tiền chất của EE, trong khi sau này người ta không là. Một vài sự tương tự của EE với các sự thay thế khác ở vị trí C17α tồn tại. Ví dụ như các dẫn xuất estradiol methylestradiol (17α-methylestradiol) và ethylestradiol (17α-ethylestradiol), và estriol dẫn xuất ethinylestriol (17α-ethynylestriol) và nilestriol (17α-ethynylestriol 3 cyclopentyl ether).

## Lịch sử
EE là estrogen tổng hợp hoạt động bằng miệng đầu tiên và được mô tả vào năm 1938 bởi Hans Herloff Inhoffen và Walter Hohlweg của Schering AG tại Berlin. Nó được FDA ở U.S. vào ngày 25 tháng 6 năm 1943 và được Schering đưa ra thị trường dưới tên thương hiệu Est502. FDA đã rút lại sự chấp thuận của Est502 có hiệu lực từ ngày 4 tháng 6 năm 2004 theo yêu cầu của Schering, đã ngừng tiếp thị nó.
EE lần đầu tiên được sử dụng trong COC, như là một thay thế cho mestranol, vào năm 1964, và ngay sau đó thay thế mestranol trong COC.

## Xã hội và văn hoá

### Tên gốc
Ethinylestradiol là tên chung của tiếng Anh của thuốc và INN, USAN, BAN và JAN. Nó cũng được đánh vần là ethynylestradiol, ethynyloestradiol và ethinyloestradiol (tất cả đều có cùng một cách phát âm), và sau này trước đây là BAN của nó nhưng cuối cùng đã được thay đổi. Ngoài ra, một khoảng trắng thường được bao gồm trong tên của EE sao cho nó được viết là ethinyl estradiol (cũng như các biến thể của chúng) và đây là tên USP của nó. Tên chung của EE trong tiếng Pháp và DCF của nó là éth502estradiol, trong tiếng Tây Ban Nha là etinilestradiol, trong tiếng Ý và DCIT của nó là etinilestradiolo và trong tiếng Latin là ethinylestradiolum.
Tên của thuốc thường được viết tắt là EE hoặc EE2 trong y văn.

### Tên thương hiệu
EE đã được bán trên thị trường dưới dạng thuốc uống độc lập dưới tên thương hiệu Esteed, Est502, Women'sone, Lynoral, Menolyn, Novestrol, Palonyl, Spanestrin và Ylestrol trong số các loại khác, mặc dù hầu hết hoặc tất cả các công thức này hiện đã bị ngưng sử dụng. Nó được bán trên thị trường dưới một số lượng lớn các thương hiệu trên toàn thế giới kết hợp với progestin để sử dụng như một biện pháp tránh thai đường uống. Ngoài ra, EE được bán trên thị trường ở U.S. kết hợp với norelgestromin dưới tên thương hiệu Ortho Evra và Xulane dưới dạng miếng dán ngừa thai, kết hợp với etonogestrel dưới tên thương hiệu NuvaRing dưới dạng vòng âm đạo tránh thai và kết hợp với norethisterone acetate dưới nhãn hiệu tránh thai. Tên FemHRT trong liệu pháp thay thế hormone bằng miệng để điều trị các triệu chứng mãn kinh.

### Tính khả dụng
EE được tiếp thị rộng rãi trên toàn thế giới. Nó được bán trên thị trường độc quyền hoặc gần như độc quyền kết hợp với progestin.